# NGC 6527
NGC 6527 (другие обозначения — UGC 11094, MCG 3-46-9, ZWG 113.14, NPM1G +19.0515, IRAS17595+1943, PGC 61297) — спиральная галактика (Sa) в созвездии Геркулес.
Этот объект входит в число перечисленных в оригинальной редакции «Нового общего каталога».